# SIAMT
La SIAMT è stata un'industria ciclistica e motociclistica attiva a Torino dal 1905 all'inizio della seconda metà degli anni Cinquanta.

## Storia
Fondata in via Chiasso al n.18 dal pilota di origine marsigliese Luigi Semeria, la SIAMT (acronimo di Stabilimento Italiano Applicazioni Meccaniche Torino) iniziò dal 1905 la produzione di biciclette, subito sperimentandovi l'applicazione del motore a scoppio.
Nel 1907 viene presentata la SIAMT 2¼ HP, una motocicletta sottocanna dotata di motore a 4 tempi monocilindrico di 262 cm³, con gruppo termico inclinato in avanti di 30º, camera di scoppio conica e trasmissione a cinghia, senza cambio, del peso di 35 kg.
Prodotta dal 1908 nelle versioni "Tipo Corsa" per corridori privati e "Tipo Commerciale" per la normale locomozione, fu sviluppata prevalentemente per quest'ultimo utilizzo, riducendo la potenza, allo scopo di fornire maggiore coppia e consentire il superamento di impegnative salite, anche se a scapito della velocità di punta. La pubblicità dell'epoca descriveva il modello come:
Nel 1911 la SIAMT 2¼ HP fu la prima motocicletta ad essere impiegata militarmente al fronte, della quale si abbia notizia. Un piccolo lotto di questi veicoli, infatti, venne inviato al seguito del corpo di spedizione italiano in Libia, durante la Guerra italo-turca, e assegnato ai servizi di collegamento.
La produzione SIAMT, anche se prototipale o di piccolissima serie, è piuttosto nutrita e varia dalla "500 GP" del 1910, a modelli monocilindrici di 350 cm³ da 1 CV e bicilindrici di 500 e 700 cm³, rispettivamente da 4,5 e 7 CV del 1913. Nell'anno successivo è presentato un modello di 350 cm³ capace di 2,75 CV, insieme ad una monocilindrica di 262 cm³ di 2,25 CV e a una bicilindrica a V di 731 cm³ con potenza di 6/7 CV e telaio a culla.
A partire dal 1915 la fabbrica viene convertita alla produzione bellica e finita la guerra riprende la sola attività di costruzione ciclistica, soprattutto nel campo della componentistica per costruttori terzi di biciclette. Particolarmente rinomati furono i mozzi e i freni a tamburo prodotti tra le due guerre mondiali.
Nel dopoguerra la fabbrica continua a produrre componentistica per biciclette, probabilmente fino al ritiro per malattia del fondatore, poi deceduto il 5 maggio 1957.